# Cyllopoda angusta
Cyllopoda angusta là một loài bướm đêm trong họ Geometridae.